# Artem Udachyn
Artem Serhiyovych Udachyn –en ucraniano, Артем Сергійович Удачин– (Mariupol, URSS, 26 de marzo de 1980) es un deportista ucraniano que compitió en halterofilia.
Ganó cuatro medallas en el Campeonato Mundial de Halterofilia entre los años 2002 y 2010, y una medalla de plata en el Campeonato Europeo de Halterofilia de 2013.
Participó en dos Juegos Olímpicos de Verano, ocupando el cuarto lugar en Pekín 2008 y el undécimo en Sídney 2000, en la categoría de +105 kg.

## Palmarés internacional
| Campeonato Mundial | Campeonato Mundial              | Campeonato Mundial | Campeonato Mundial |
| Año                | Lugar                           | Medalla            | Categoría          |
| ------------------ | ------------------------------- | ------------------ | ------------------ |
| 2002               | Varsovia (Polonia)              | Medalla de bronce  | +105 kg            |
| 2006               | Santo Domingo (Rep. Dominicana) | Medalla de plata   | +105 kg            |
| 2009               | Goyang (Corea del Sur)          | Medalla de plata   | +105 kg            |
| 2010               | Antalya (Turquía)               | Medalla de bronce  | +105 kg            |
| Campeonato Europeo |                                 |                    |                    |
| Año                | Lugar                           | Medalla            | Categoría          |
| 2013               | Tirana (Albania)                | Medalla de plata   | +105 kg            |